# Городець (Коростенський район)
Городе́ць — село в Україні, у Словечанській сільській територіальній громаді Коростенського району Житомирської області. Чисельність населення становить 754 особи (2001). У 1923—2017 роках — адміністративний центр колишньої однойменної сільської ради.

## Загальна інформація
Розташоване за 40 км західніше Овруча, за 2 км від автодороги Овруч—Бігунь.

## Населення
Відповідно до результатів перепису населення Російської імперії 1897 року, загальна кількість мешканців становила 576 осіб, з них: православних — 527, чоловіків — 226, жінок — 350.
Наприкінці 19 століття чисельність населення становила 422 мешканці, дворів — 59, у 1906 році — 512 мешканців, дворів — 70, у 1923 році, разом із населеними пунктами Кулики та Червоний Млинок — 827 мешканців, дворів — 146.
На початок 1970-х років село мало 327 дворів із населенням 1 288 осіб.
Відповідно до результатів перепису населення СРСР, кількість населення станом на 12 січня 1989 року становила 983 особи. Станом на 5 грудня 2001 року, відповідно до перепису населення України, кількість мешканців села становила 754 особи.

## Історія
Засноване в другій половині 17 століття.
Наприкінці 19 століття — сільце Словечанської волості Овруцького повіту Волинської губернії. Розміщувалося за 38 верст від Овруча, належало до православної парафії у Петрашах, за 7 верст. Великий землевласник — Владислав Заліський, якому належало 6 370 десятин, а разом із с. Бігунь — 7 270 десятин, з них близько 5 тис. десятин лісу.
У 1906 році — сільце Словечанської волості (3-го стану) Овруцького повіту Волинської губернії. Відстань до повітового центру м. Овруч становила 37 верст, до волосного центру міст. Словечне — 7 верст. Поштове відділення — м. Овруч.
У 1923 році увійшло до складу новоствореної Городецької сільської ради, яка 7 березня 1923 року включена до складу новоутвореного Словечанського району Коростенської округи; адміністративний центр ради. Розміщувалося за 7 верст від районного центру міст. Словечне.
На фронтах Другої світової війни воювало 300 селян, 159 з них нагороджені орденами й медалями, 135 загинули. У 1967 році на їх честь встановлено пам'ятник.
В радянські часи в селі розміщувалася бригада колгоспу із центральною садибою у Словечному. 7 селян нагороджено орденами й медалями СРСР. У селі були восьмирічна школа, клуб, бібліотека, фельдшерсько-акушерський пункт.
30 грудня 1962 року, в складі сільської ради, передане до Овруцького району Житомирської області.
7 липня 2017 року село увійшло до складу новоутвореної Словечанської сільської територіальної Овруцького району Житомирської області. Від 19 липня 2020 року, разом з громадою, в складі новоствореного Коростенського району Житомирської області.

## Відомі люди
- Гатчінс Галина Анатоліївна (1979—2021) — українська кінематографістка.